# Lathyrus lanszwertii
Lathyrus lanszwertii är en ärtväxtart som beskrevs av Albert Kellogg. Lathyrus lanszwertii ingår i släktet vialer, och familjen ärtväxter.

## Underarter
Arten delas in i följande underarter:
- L. l. aridus
- L. l. lanszwertii